# Libmanan
Libmanan è una municipalità di prima classe delle Filippine, situata nella Provincia di Camarines Sur, nella Regione del Bicol.
Libmanan è formata da 75 baranggay:
- Aslong
- Awayan
- Bagacay
- Bagadion
- Bagamelon
- Bagumbayan
- Bahao
- Bahay
- Begajo Norte
- Begajo Sur
- Beguito Nuevo
- Beguito Viejo
- Bikal
- Busak
- Caima
- Calabnigan
- Camambugan
- Cambalidio
- Candami
- Candato
- Cawayan
- Concepcion
- Cuyapi
- Danawan
- Duang Niog

- Handong
- Ibid
- Inalahan
- Labao
- Libod I
- Libod II
- Loba-loba
- Mabini
- Malansad Nuevo
- Malansad Viejo
- Malbogon
- Malinao
- Mambalite
- Mambayawas
- Mambulo Nuevo
- Mambulo Viejo
- Mancawayan
- Mandacanan
- Mantalisay
- Padlos
- Pag-Oring Nuevo
- Pag-Oring Viejo
- Palangon
- Palong
- Patag

- Planza
- Poblacion
- Potot
- Puro-Batia
- Rongos
- Salvacion
- San Isidro
- San Juan
- San Pablo
- San Vicente
- Sibujo
- Sigamot
- Station-Church Site
- Taban-Fundado
- Tampuhan
- Tanag
- Tarum
- Tinalmud Nuevo
- Tinalmud Viejo
- Tinangkihan
- Udoc
- Umalo
- Uson
- Villadima (Santa Cruz)
- Villasocorro